# ブロン (カルヴァドス県)
ブロン （Boulon）は、フランス・ノルマンディー地域圏カルヴァドス県のコミューン。

## 地理

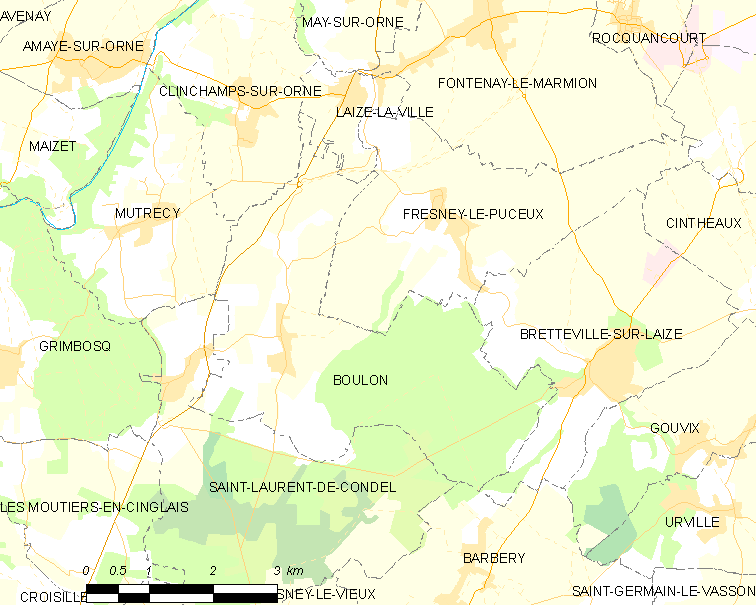
オープンストリートマップ上でのブロンの位置

北緯49度2分55秒、西経0度23分30秒に位置し、面積は14.96平方キロメートル。ノルマンディー地域圏カルヴァドス県に含まれ、北方にはイギリス海峡で大西洋に面し、東北へ行くと海岸部のセーヌ＝マリティーム県に着く。東にはウール県、南にはオルヌ県、西にはマンシュ県がある。
ブロンは以下のコミューンと接している：
- バルベリー（英語版）
- ブレトヴィル＝シュル＝レーズ（英語版）
- クリンチャンプ＝シュル＝オルヌ（英語版）
- フレズニー＝ル＝ピュー（英語版）
- レイズ＝ラ＝ヴィル（英語版）
- ミュトレシー（英語版）
- サン＝ローラン＝ド＝コンデル（英語版）
- レイズ・クリンチャンプ（英語版）

UTC+1で、夏時間が使われている。

## 行政
郵便番号は14220、INSEEコードは14090。

## 政治
カルヴァドス県ル・オムに所属する。

## 人口統計
2021年の国勢調査によると、人口は810人。

1962-2008年の間のブロンの人口統計